# 배틀 앤 로맨스
《배틀 앤 로맨스》(バトル アンド ロマンス 바토루 안도 로만스[*])는 모모이로 클로버 Z의 첫 번째 음반이다. 2011년 7월 27일 킹레코드의 스타 차일드를 통해 발매되었다.
메이저 데뷔에서부터 개명하기까지의 싱글 타이틀곡 (〈Chai Maxx〉 제외)은 모모이로 클로버 Z가 된 5명 버전으로 재녹음하였다.
초회한정판 A는 하야미 아카리 탈퇴 공연에서 공개된 하야미를 포함한 6명 각자의 솔로곡이 수록된 CD를 포함해 2장으로 구성되어 있다. 음반 제목은 일본의 프로레슬러 덴류 겐이치로가 설립한 프로레슬러 단체 WAR (Wrestle And Ramance)의 오마주이다.

## 평가
제4회 CD샵 대상에서 아이돌로는 처음으로 대상을 수상하였는데 이는 아이돌 그룹의 음반으로는 첫 수상이다. CD샵 대상은 매년 일본의 음반 가게 점원들의 투표로 수상자가 결정되는 시상식이다.

## 수록곡
| #   | 제목                                                                                  | 재생 시간 |
| --- | ------------------------------------------------------------------------------------- | --------- |
| 1.  | 〈Z덴세쓰~오와리나키카쿠메이~〉 (Z伝説 〜終わりなき革命〜 Z전설: 끝나지 않는 혁명[*]) |           |
| 2.  | 〈CONTRADICTION〉                                                                     |           |
| 3.  | 〈미라이보루〉 (ミライボウル)                                                         |           |
| 4.  | 〈와니토 샴푸〉 (ワニとシャンプー)                                                    |           |
| 5.  | 〈핑키존즈〉 (ピンキージョーンズ)                                                     |           |
| 6.  | 〈기미노아토〉 (キミノアト)                                                           |           |
| 7.  | 〈D'노 준조〉 (D'の純情)                                                              |           |
| 8.  | 〈아메노타지카라오〉 (天手力男)                                                       |           |
| 9.  | 〈오렌지 노트〉 (オレンジノート)                                                      |           |
| 10. | 〈이쿠젯!카이토쇼조〉 (行くぜっ!怪盗少女)                                             |           |
| 11. | 〈스타더스트 세레나데〉 (スターダストセレナーデ)                                      |           |
| 12. | 〈고노우타〉 (コノウタ)                                                               |           |
| 13. | 〈모모쿠로노 닛폰반자이!〉 (ももクロのニッポン万歳!, 보너스 트랙)                     |           |

## 차트 순위
| 차트 (2011년)         | 최고 순위 |
| --------------------- | --------- |
| 오리콘 일간 음반 차트 | 2         |
| 오리콘 주간 음반 차트 | 3         |
| 오리콘 월간 음반 차트 | 21        |
| 빌보드 재팬 톱 음반   | 7         |